# Christiaan Bangeman Huygens
Jonkheer Christiaan Diederik Emerens Johan Bangeman Huygens ('s-Hertogenbosch, 31 oktober 1772 - Maastricht, 29 maart 1857) was een Nederlands ambtenaar, bestuurder en edelman. Hij bekleedde vele hoge functies ten dienste van de Bataafse Republiek, het Koninkrijk Holland en het Koninkrijk der Nederlanden.

## Leven en werk
Bangeman Huygens was de zoon van Vincent Willem Bangeman, die onderkoopman was van de Vereenigde Oost-Indische Compagnie, en Catharina Constantia Huygens. Hij was minister plenipotentiaris van de Bataafse Republiek. Van 1797 tot 1807 minister plenipotentiaris van koning Lodewijk Napoleon Bonaparte te Kopenhagen. Nadien was hij werkzaam als staatsraad sectie Wetgeving en Algemene Zaken, minister plenipotentiaris en extra-ordinaris envoyé van de koning van Holland bij het hof van het Koninkrijk Westfalen te Kassel en wederom staatsraad sectie Marine en Oorlog. In 1810 werd hij aangesteld als requestmeester-generaal.
Van 1815 to 1825 was hij minister plenipotentiaris van Nederland voor de Hanzesteden te Hamburg en van 1826 tot 1830 extra-ordinaris envoyé en minister plenipotentiaris te Washington D.C.. De laatste positie bekleedde hij eveneens te Kopenhagen. In 1837 werd hij lid van de Ridderschap van Noord-Brabant.
In 1818 kocht Bangeman Huygens Kasteel Henkenshage te Sint-Oedenrode wat hij jaren later echter weer verkocht. In 1802 trouwde hij te Parijs met Elise gravin de Danneskiold Lövendal. Bangeman Huygens trouwde opnieuw te Maastricht op 16 februari 1815 met de uit Maastricht afkomstige Constantia Wilhelmina Vrijthoff. 
Bangeman Huygens ligt begraven op de Algemene Begraafplaats Tongerseweg te Maastricht. Rutger Bangeman Huygens van Löwendal was zijn zoon.